# Макрорельєф
Макрорельєф (рос. макрорельеф, англ. macrorelief, macroterrain; нім. Makrorelief n, Makroflächenprofil n, Grossrelief n) – великі форми рельєфу (низовини, височини, міжгірні западини, вулканічні конуси, хребти тощо), які утворилися головним чином внаслідок ендогенних (внутрішніх) процесів і визначають основні природні особливості територій площею тисячі, сотні, рідше десятки тис. км² з коливаннями висот до декількох сотень та тис. метрів. Характерна риса М. – ландшафтно-поясна диференціація, обумовлена зміною кліматичних елементів з висотою над рівнем моря. 
В Україні до макроформ Східно-Європейської рівнини належать Придніпровська, Поліська та Причорноморська низовини, Придністровська, Приазовська, Донецька, Волинська та Подільська височини. До макроформ Карпат – Бескиди, Горгани, Полонинський, Вододільний та ін. хребти. До макроформ Кримських гір – Головне, Зовнішнє і Внутрішнє пасма. Для рівнинних низовин і височин характерна зонально-секторна диференціація ландшафтів, для гірських хребтів – висотна поясність.